# The Toxic Avenger (film, 2023)
The Toxic Avenger är en amerikansk skräck-komedifilm från 2023. Filmen är regisserad av Macon Blair, som även skrivit manus tillsammans med Lloyd Kaufman och Joe Ritter. Filmen är en nyinspelning av Toxic Avenger från 1984.
The Toxic Avenger premiärvisades på Fantastic Fest den 21 september 2023. Filmen har Sverigepremiär på Way Out West den 8 augusti 2025 och har biopremiär i Sverige den 29 augusti samma år.

## Handling
Filmen handlar om Winston Gooze, en underskattad vaktmästare vars liv tar en vändning efter en giftolycka. Istället för att få spindelkrafter eller en snygg dräkt, förvandlas Winston till Toxie.

## Rollista (i urval)
- Peter Dinklage – Winston Gooze
- Jacob Tremblay – Wade Gooze
- Taylour Paige – J.J. Doherty
- Kevin Bacon – Bob Garbinger
- Elijah Wood – Fritz Garbinger
- Sarah Niles – Mayor Togar
- Julia Davis – Kissy Sturnevan
- Julian Kostov – Budd Berserk
- David Yow – Guthrie Stockins
- Macon Blair – Dennis
- Rebecca O'Mara – Shelly Gooze
- Jonny Coyne – Thad Barkabus
- Jane Levy